# Trilacuna alces
Espèce
Trilacuna alces est une espèce d'araignées aranéomorphes de la famille des Oonopidae.

## Distribution
Cette espèce est endémique de la province de Chiang Mai en Thaïlande,. Elle se rencontre à 2 000 m d'altitude sur le Doi Pha Hom Pok.

## Description
Le mâle holotype mesure 1,6 mm et la femelle paratype 1,8 mm.

## Publication originale
- Eichenberger & Kranz-Baltensperger, 2011 : New Trilacuna species from Thailand, Malaysia and Sumatra (Araneae, Oonopidae). Zootaxa, no 2823, p. 1–31.